# Lewis Lockwood
Lewis Henry Lockwood (* 16. Dezember 1930 in New York) ist ein US-amerikanischer Musikwissenschaftler.

## Leben
Lockwood lehrte von 1958 bis 1980 an der Princeton University sowie von 1980 bis 2002 an der Harvard University, wo er die Stelle des Fanny Peabody Research Professor of Music innehatte. In den Jahren 1964 bis 1967 war er Herausgeber des Journal of the American Musicological Society und von 1987 bis 1988 Präsident der American Musicological Society. Er wurde 1984 in die American Academy of Arts and Sciences und 2013 in die American Philosophical Society gewählt. 2022 wurde er zum auswärtigen Mitglied der Academia Europaea gewählt.
Seine hauptsächlichen Forschungsgebiete sind die Musik der Italienischen Renaissance sowie Leben und Schaffen von Ludwig van Beethoven. Er hat über 100 Aufsätze und mehrere Bücher veröffentlicht.
2005 stiftete Lockwood den Lewis Lockwood Award der American Musicological Society.

## Bücher
- The Counter-Reformation and the Sacred Music of Vincenzo Ruffo. Princeton 1959 (Diss.)
- Ludwig van Beethoven. Sonata for Violoncello and Pianoforte opus 69, First Movement: Facsimile of the Autograph. Introductory Note by Lewis Lockwood, New York: Columbia University Press, 1970
- Giovanni Pierluigi Palestrina, Pope Marcellus Mass: an Authoritative Score; Backgrounds and Sources, History and Analysis, Views and Comments. New York: Norton, 1975, ISBN 0-393-02185-8
- Music in Renaissance Ferrara: the Creation of a Musical Center in the 15th Century. Cambridge: Harvard University Press, 1984, ISBN 0-674-59131-3 (als überarbeitetes Taschenbuch 2008); ausgezeichnet mit dem Otto Kinkeldey Award der American Musicological Society
- Beethoven: Studies in the Creative Process. Cambridge: Harvard University Press, 1992
- mit Mark Kroll: The Beethoven Violin Sonatas: History, Criticism, Performance. Urbana: University of Illinois Press, 2004
- Beethoven: the Music and the Life. New York: Norton, 2003; nominiert für den Pulitzer-Preis – deutsche Übersetzung von Sven Hiemke: Beethoven – seine Musik, sein Leben. Kassel: Bärenreiter, 2009, ISBN 978-3-476-02231-8
- mit dem Juilliard-Quartett: Inside Beethoven’s Quartets: History, Interpretation, Performance. Cambridge: Harvard University Press, 2008, mit CD
- mit Alan Gosman: Beethoven’s „Eroica“ Sketchbook: A Critical Edition: Transcription, Facsimile, Commentary. 2 Bände, University of Illinois Press, 2013

## Aufsätze (Auswahl)
- Beethoven’s Unfinished Piano Concerto of 1815: Sources and Problems. In: The Musical Quarterly. Vol. 56 (1970), S. 624–646
- On Beethoven’s Sketches and Autographs: Some Problems of Definition and Interpretation. In: Acta Musicologica. Jg. 42 (1970), S. 33–47
- Addendum to: On Beethoven’s Sketches and Autographs, Some Problems of Definition and Interpretation. In: Acta musicologica. Jg. 43 (1971), S. 283
- Beethoven’s Sketches for Sehnsucht (WoO 146). In: Alan Tyson (Hrsg.): Beethoven Studies. New York: W. W. Norton, 1973, S. 97–122
- The Beethoven Sketchbook in the Scheide Library. In: The Princeton University Library Chronicle. Jg. 37 (1976), S. 139–153
- Nottebohm Revisited. In: J. W. Grubbs (Hrsg.): Current Thought in Musicology. 2. Aufl., Austin 1977, S. 139–192
- Beethoven’s Early Works for Violoncello and Contemporary Violoncello Technique. In: Österreichischen Gesellschaft für Musik (Hrsg.): Beiträge '76–78. Beethoven-Kolloquium 1977. Kassel 1978, S. 174–182
- On the Coda of the Finale of Beethoven’s Fifth Symphony. In: Divertimento für Hermann J. Abs. Bonn 1981, S. 41–48
- Beethoven’s Earliest Sketches for the Eroica Symphony. In: The Musical Quarterly. Vol. 67 (1981), S. 457–478
- ‚Eroica‘ Perspectives: Strategy and Design in the first Movement. In: Alan Tyson (Hrsg.): Beethoven Studies Band 3, Cambridge: Cambridge University Press, 1982, S. 85–105
- Beethoven’s Early Works for Violoncello and Pianoforte: Innovation in Context. In: The Beethoven Newsletter. Vol. 1 (1986), S. 17–21
- Beethoven and the Problem of Closure: Some Examples from the middle-period Chamber Music. In: Sieghard Brandenburg, Helmut Loos (Hrsg.): Beiträge zu Beethovens Kammermusik. Symposion Bonn 1984. München 1987, S. 254–272
- On the Cavatina of Beethoven’s String Quartet in B flat major opus 130. In: Liedstudien. Wolfgang Osthoff zum 60. Geburtstag. Tutzing 1989, S. 293–305
- The four „Introductions“ in the Ninth Symphony. In: Probleme der symphonischen Tradition im 19. Jahrhundert. Internationales Musikwissenschaftliches Colloquium Bonn 1989. Tutzing 1990, S. 97–112
- The Compositional Genesis of the Eroica Finale. In: Beethoven’s Compositional Process. Lincoln: University of Nebraska Press, 1991, S. 82–101
- The Beethoven Sketchbooks and the General State of Sketch Research. In: Beethoven’s Compositional process. Lincoln: University of Nebraska Press, 1991, S. 6–13
- A Problem of Form: The „Scherzo“ of Beethoven’s String Quartet in F major, op. 59, no. 1. In: Beethoven Forum. Band 2 (1993), S. 85–95
- Beethoven before 1800: the Mozart Legacy. In: Beethoven Forum. Band 3 (1994), S. 39–52
- Reshaping the Genre: Beethoven’s Piano Sonatas from op. 22 to op. 28 (1799–1801). In: Israel Studies in Musicology. Jg. 6 (1996), S. 1–16
- Film Biography as Travesty: „Immortal Beloved“ and Beethoven. In: The Musical Quarterly. Vol. 81 (1997), S. 190–198
- Beethoven as Colourist: Another Look at his String Quartet Arrangement of the Piano Sonata, op. 14 No. 1. In: Sieghard Brandenburg (Hrsg.): Haydn, Mozart & Beethoven: Studies in the Music of the Classical Period: Essays in Honour of Alan Tyson. Oxford: Clarendon Press, 1998, S. 175–180
- Beethoven’s Emergence from Crisis: The Cello Sonatas of op. 102 (1815). In: The Journal of Musicology. Jg. 16 (1998), S. 301–322
- Beethoven’s „Kakadu“ Variations, op. 121a: A Study in Paradox. In: Bruce Brubaker (Hrsg.): Pianist, Scholar, Connoisseur: Essays in Honour of Jacob Lateiner. Stuyvesant, NY: Pendragon Press, 2000, S. 95–108
- Beethoven, Florestan, and the Varieties of Heroism. In: Scott Burnham (Hrsg.): Beethoven and his World. Princeton: Princeton University Press, 2000, S. 27–47
- Alan Tyson (1926–2000). In: AMS Newsletter. Vol. 31 (2001), Heft 2, S. 20
- Beethoven’s opus 69 Revisited: The Place of the Sonata in Beethoven’s Chamber Music. In: Sieghard Brandenburg, Ingeborg Maaß, Wolfgang Osthoff (Hrsg.): Beethovens Werke für Klavier und Violoncello. Bericht über die Internationale Fachkonferenz Bonn, 18.–20. Juni 1998. Bonn 2004, S. 145–172
- Beethoven and his Royal Disciple. In: Bulletin of the American Academy of Arts and Sciences. Vol. 57 (2004), Heft 3, S. 2–7
- Beethoven’s „Harp“ Quartet: The Sketches in Context. In: William Kinderman (Hrsg.): The String Quartets of Beethoven. Urbana: University of Illinois Press, 2006, S. 89–108
- Beethoven’s „Leonore“ and „Fidelio“. In: Journal of Interdisciplinary History. Vol. 35 (2006), S. 473–482
- Elliot Forbes (1917–2006). In: AMS Newsletter. Vol. 37 (2007), Heft 2, S. 23
- „Vestas Feuer“: Beethoven on the Path to „Leonore“. In: Robert Curry (Hrsg.): Variations on the Canon: Essays on Music from Bach to Boulez in Honour of Charles Rosen on his Eightieth Birthday. Rochester, NY: University of Rochester Press, 2008, S. 78–99